# Beachsoccer World Cup Qualifikation (Europa)
Die Beachsoccer World Cup Qualifikation (Europa) ist ein zuletzt im 2-Jahres-Rhythmus ausgetragenes Turnier im Beachsoccer, welches zur Ermittlung der europäischen Teilnehmer an der jeweiligen Beachsoccer-Weltmeisterschaft dient. Organisiert wird das Turnier von Beach Soccer Worldwide (BSWW), einer von der FIFA anerkannten Organisation für diese Sportart. Es tritt somit an die Stelle der Euro-Beachsoccer-League als Qualifikationsturnier für die WM.

## Die Turniere im Überblick
| 2008 Details | Benidorm (Spanien)              | Spanien  | 4:3                     | Portugal | Russland     | 4:2 | Italien      |          |
| 2009 Details | Castellón de la Plana (Spanien) | Spanien  | 4:4 n. V., 12:10 i.9mS. | Russland | Schweiz      | 8:6 | Portugal     | Italien  |
| 2010 Details | Bibione (Italien)               | Ukraine  | 4:2                     | Portugal | Russland     | 5:2 | Schweiz      |          |
| 2012 Details | Moskau (Russland)               | Spanien  | 5:3                     | Russland | Ukraine      | 3:0 | Niederlande  |          |
| 2014 Details | Jesolo (Italien)                | Russland | 6:5                     | Schweiz  | Italien      | 5:4 | Spanien      |          |
| 2016 Details | Jesolo (Italien)                | Polen    | 6:3                     | Schweiz  | Portugal     | 8:3 | Italien      |          |
| 2019 Details | Moskau (Russland)               | Russland | 7:1                     | Italien  | Weißrussland | 6:2 | Schweiz      | Portugal |
| 2021 Details | Nazaré (Portugal)               | Spanien  | 7:1                     | Ukraine  | Portugal     | 6:2 | Weißrussland | Schweiz  |